# EJSM/Laplace
L'Europa Jupiter System Mission – Laplace (EJSM/Laplace) va ser una proposta de missió espacial no tripulada entre la NASA/ESA programada per ser llançada al voltant del 2020 per a l'exploració en profunditat de les llunes de Júpiter amb un enfocament a Europa, Ganimedes i la magnetosfera de Júpiter. La missió compren d'almenys dos elements independents, el Jupiter Europa Orbiter (JEO) de la NASA i el Jupiter Ganymede Orbiter (JGO) de l'ESA, per fer estudis coordinats del sistema jovià.
La Japan Aerospace Exploration Agency (JAXA) i l'Agència Espacial Russa (Roscosmos) havien expressat el seu interès a contribuir en el EJSM/Laplace, encara que no s'han aclarit els tractes. La JEO està estimada amb un cost de $4,7 bilions, mentre que l'ESA gastaria uns $1 bilió (710 milions d'euros) en el JGO.
A l'abril de 2011, l'ESA va assenyalar que era poc probable que la missió conjunta nord-americana-europea es llançaria a principis de la dècada de 2020 donat el pressupost de la NASA, per tant, l'ESA està investigant la possibilitat de procedir en una missió liderada des d'Europa. La missió liderada per l'ESA seria anomenada Jupiter Icy Moon Explorer (JUICE) i estaria basada en el disseny del JGO. La selecció del JUICE pel programa científic L1 Cosmic Vision de l'ESA va ser anunciat el 2 de maig de 2012.